# Cap'n Jazz
Cap'n Jazz es una banda de Midwest Emo proveniente de Chicago, Illinois, formada en 1989 por los hermanos Tim y Mike Kinsella, quienes fueron ingresados por Víctor Villarroel y Sam Zurich. Después de varios nombres cambiados y tras la adhesión de Davey Von Bohlen como guitarrista, la banda comenzó a ganar culto en el área de Chicago y en el medio-oeste de los EE. UU..

## Historia

### Lanzamiento: Schmap'n Schmazz
La banda ha grabado varios sencillos para las discográficas a mediados de los 90 tan bien como contribuyendo a varios compilaciones. En 1995, publicaron su único álbum "Burritos, Inspiration Point, Fork Balloon Sports, Cards In The Spokes, Automatic Biographies, Kites, Kung Fu, Trophies, Banana Peels We've Slipped On and Egg Shells We've Tippy Toed Over"—más conocido como "Schmap'n Schmazz"—en la discográfica "Tiny Man with Gun Records".

### Cap'n Jazz: Quiebre y Analphabetapolothology
La banda quebró en julio de 1995, poco tiempo después del lanzamiento de "Schmap'n Schmazz". En 1998, el sello discográfico "Jade Tree Records" ensambló dos álbumes retrospectivos de Cap'n Jazz llamado "Analphabetapolothology", en el cual, completa la discografía completa de la banda.

### Legado de Cap'n Jazz
A pesar de sus talentos e influencias que se sostienen de por sí, también han sido notables por las carreras importantes que los antiguos miembros de Cap'n Jazz han trazado desde su quiebre en 1995 y el amplio abanico que abrió a ciertas bandas de la época. Los grupos más notables son: Make Believe, The Promise Ring, American Football, Owls, Hot Water Music, Algernon Cadwallader, Ghosts and Vodka, The Blacktop Cadence, Joan of Arc y Owen.

### Cap'n Jazz: Reunión 2010
Después de tocar en un corto set improvisado en enero del 2010, en Chicago, la banda toco su primer concierto de reunión en el Festival Anual Forescastle en Louisville, en julio del 2010 y un show de reunión en su ciudad natal una semana más tarde en el Bottom Lounge, relanzando su disco "Analphabetapolothology" por Jade Tree Records. Más tarde, la banda empieza a planificar varias giras alrededor de los Estados Unidos.

## Discografía

### 7"
- "Sometimes if you stand further away from something, it does not seem as big. Sometimes you can stand so close to something you can not tell what you are looking at." – 7” (Underdog Records, 1993).

- "Boys 16 to 18 Years... Age of Action" – (Further Beyond Records, 1993).

### Álbum
- "Burritos, Inspiration Point, Fork Balloon Sports, Cards In The Spokes, Automatic Biographies, Kites, Kung Fu, Trophies, Banana Peels We've Slipped On and Egg Shells We've Tippy Toed Over" LP/CD (Man With Gun Records, 1994).

### Antología
- "Analphabetapolothology" 2xCD/2xLP (Jade Tree Records, 1998/2010).